# Успение Богородично (Къспикеси)
„Успение Богородично“ (на гръцки: Ιερός Ναός Κοιμήσεως της Θεοτόκου) е православна църква в сярското село Къспикеси (Скутари), Егейска Македония, Гърция, енорийски храм на Сярската и Нигритска епархия на Вселенската патриаршия.

## История
Църквата е построена в центъра на селото в средата на XX век. Осветена е в 1967 година, за което свидетелства зографският надпис. В архитектурно отношение е куполна базилика, към която в 1989 година е добавен притвор. Вътрешността е изписана.